# Шонгуй
Шонгуй (рос. Шонгуй) — населений пункт  у Кольському районі Мурманської області Російської Федерації.
Населення становить 1038 осіб. Орган місцевого самоврядування — Кільдінстройське міське поселення .

## Населення
| 1959 | 1970  | 1979  | 1989  | 2002  | 2010  |
| ---- | ----- | ----- | ----- | ----- | ----- |
| 1889 | ↘1607 | ↗1743 | ↗1771 | ↘1189 | ↘1038 |